# Michelle Duff
Michelle Ann Duff, nata Michael Alan Duff e conosciuta durante la carriera agonistica come Mike Duff (Toronto, 13 dicembre 1939 – 23 luglio 2025), è stata una pilota motociclistica canadese, ritiratasi dall'attività agonistica.

## Carriera
La sua carriera nel mondo del motociclismo è iniziata alla metà degli anni cinquanta nelle competizioni nazionali canadesi per trasferirsi successivamente in Europa e iniziare la sua carriera in campo internazionale. Le sue prime apparizioni nella classifiche del motomondiale risalgono alla stagione 1961 corsa in classe 350 e in 500 in sella a motociclette delle case motociclistiche britanniche AJS e Matchless.
Nel motomondiale 1964 è diventato pilota ufficiale della Yamaha per alcune classi e sono arrivati i suoi primi successi, a partire dal Gran Premio motociclistico del Belgio in classe 250. Nel motomondiale, in cui ha gareggiato fino al 1967, ha vinto in totale 3 gran premi e, quale miglior risultato stagionale, nel 1965 si è laureato vicecampione del mondo nella classe 250 alle spalle di Phil Read.
Dopo il ritiro dall'attività agonistica e dopo due matrimoni, Duff ha intrapreso il cammino per cambiare il sesso, diventando nel 1987 Michelle Duff; nel 1999, già con la sua nuova identità, ha pubblicato una autobiografia sulla sua esperienza nel mondo delle corse, The Mike Duff Story: Make Haste Slowly. È una presenza frequente nelle manifestazioni dedicate alle moto d'epoca, pilotando le Yamaha del Yamaha Classic Racing Team.

## Risultati nel motomondiale

### Classe 125
| 1963 | Classe | Moto         |   |   |   |     |   |   |   |   |   |   |   |   |  | Punti | Pos. |
| ---- | ------ | ------------ | - | - | - | --- | - | - | - | - | - | - | - | - |  | ----- | ---- |
| 1963 | 125    | Bultaco e MZ | 6 | - | - | Rit | - | - | - | 5 | - | - | - | - |  | 3     | 16º  |

| 1965 | Classe | Moto   |   |   |   |   |   |   |    |   |   |   |   |   |   | Punti | Pos. |
| ---- | ------ | ------ | - | - | - | - | - | - | -- | - | - | - | - | - | - | ----- | ---- |
| 1965 | 125    | Yamaha | - | - | - | - | 3 | 1 | NE | - | - | - | - | - | - | 12    | 6º   |

| 1966 | Classe | Moto   |   |   |    |   |    |   |   |   |   |   |   |   |  | Punti | Pos. |
| ---- | ------ | ------ | - | - | -- | - | -- | - | - | - | - | - | - | - |  | ----- | ---- |
| 1966 | 125    | Yamaha | - | - | NE | 6 | NE | - | - | - | - | 4 | - | - |  | 4     | 9º   |

| Legenda | 1º posto        | 2º posto            | 3º posto            | A punti      | Senza punti        | Grassetto – Pole position Corsivo – Giro più veloce |
| Legenda | Gara non valida | Non qual./Non part. | Ritirato/Non class. | Squalificato | '-' Dato non disp. | Grassetto – Pole position Corsivo – Giro più veloce |

### Classe 250
| 1964 | Classe | Moto   |   |   |   |     |   |   |   |   |   |    |   |   |  | Punti | Pos. |
| ---- | ------ | ------ | - | - | - | --- | - | - | - | - | - | -- | - | - |  | ----- | ---- |
| 1964 | 250    | Yamaha | - | - | - | Rit | 5 | 1 | 3 | - | - | NE | 2 | - |  | 20    | 4º   |

| 1965 | Classe | Moto   |   |   |   |   |   |   |   |   |   |   |   |     |   | Punti | Pos. |
| ---- | ------ | ------ | - | - | - | - | - | - | - | - | - | - | - | --- | - | ----- | ---- |
| 1965 | 250    | Yamaha | 2 | 2 | 3 | - | 2 | 3 | 3 | - | 2 | 2 | 1 | Rit | - | 42    | 2º   |

| 1966 | Classe | Moto   |  |   |   |   |   |   |   |   |     |     |    |   |  | Punti | Pos. |
| ---- | ------ | ------ |  | - | - | - | - | - | - | - | --- | --- | -- | - |  | ----- | ---- |
| 1966 | 250    | Yamaha |  | - | - | - | 5 | 3 | 4 | - | Rit | Rit | 12 | - |  | 9     | 9º   |

| Legenda | 1º posto        | 2º posto            | 3º posto            | A punti      | Senza punti        | Grassetto – Pole position Corsivo – Giro più veloce |
| Legenda | Gara non valida | Non qual./Non part. | Ritirato/Non class. | Squalificato | '-' Dato non disp. | Grassetto – Pole position Corsivo – Giro più veloce |

### Classe 350
| 1961 | Classe | Moto |    |   |    |   |   |    |   |   |   |   |    |  |  | Punti | Pos. |
| ---- | ------ | ---- | -- | - | -- | - | - | -- | - | - | - | - | -- |  |  | ----- | ---- |
| 1961 | 350    | AJS  | NE | - | NE | - | - | NE | - | 6 | - | 6 | NE |  |  | 2     | 17º  |

| 1962 | Classe | Moto |    |    |   |   |    |    |   |   |   |   |    |  |  | Punti | Pos. |
| ---- | ------ | ---- | -- | -- | - | - | -- | -- | - | - | - | - | -- |  |  | ----- | ---- |
| 1962 | 350    | AJS  | NE | NE | 5 | 9 | NE | NE | 6 | 5 | - | - | NE |  |  | 5     | 9º   |

| 1963 | Classe | Moto |    |   |    |   |   |    |   |   |   |   |    |    |  | Punti | Pos. |
| ---- | ------ | ---- | -- | - | -- | - | - | -- | - | - | - | - | -- | -- |  | ----- | ---- |
| 1963 | 350    | AJS  | NE | - | NE | 6 | - | NE | 4 | 6 | - | - | NE | NE |  | 5     | 10º  |

| 1964 | Classe | Moto |    |    |    |   |   |    |   |   |   |   |   |   |  | Punti | Pos. |
| ---- | ------ | ---- | -- | -- | -- | - | - | -- | - | - | - | - | - | - |  | ----- | ---- |
| 1964 | 350    | AJS  | NE | NE | NE | 3 | 5 | NE | 3 | 3 | 2 | 5 | 5 | - |  | 20    | 3º   |

| Legenda | 1º posto        | 2º posto            | 3º posto            | A punti      | Senza punti        | Grassetto – Pole position Corsivo – Giro più veloce |
| Legenda | Gara non valida | Non qual./Non part. | Ritirato/Non class. | Squalificato | '-' Dato non disp. | Grassetto – Pole position Corsivo – Giro più veloce |

### Classe 500
| 1961 | Classe | Moto      |    |  |  |    |  |   |  |    |  |   |  |  |  | Punti | Pos. |
| ---- | ------ | --------- | -- |  |  | -- |  | - |  | -- |  | - |  |  |  | ----- | ---- |
| 1961 | 500    | Matchless | NE |  |  | 14 |  | 4 |  | 10 |  | 5 |  |  |  | 5     | 11º  |

| 1962 | Classe | Moto      |    |    |     |     |  |    |     |   |  |     |  |  |  | Punti | Pos. |
| ---- | ------ | --------- | -- | -- | --- | --- |  | -- | --- | - |  | --- |  |  |  | ----- | ---- |
| 1962 | 500    | Matchless | NE | NE | Rit | Rit |  | NE | Rit | 8 |  | Rit |  |  |  | 0     |      |

| 1963 | Classe | Moto      |    |    |    |   |  |  |   |   |   |  |  |    |  | Punti | Pos. |
| ---- | ------ | --------- | -- | -- | -- | - |  |  | - | - | - |  |  | -- |  | ----- | ---- |
| 1963 | 500    | Matchless | NE | NE | NE | 4 |  |  | 6 | 4 | 3 |  |  | NE |  | 11    | 6º   |

| 1964 | Classe | Moto               |   |    |    |     |     |     |  |   |     |   |   |    |  | Punti | Pos. |
| ---- | ------ | ------------------ | - | -- | -- | --- | --- | --- |  | - | --- | - | - | -- |  | ----- | ---- |
| 1964 | 500    | Norton e Matchless | 4 | NE | NE | Rit | Rit | Rit |  | 2 | Rit | 2 | 4 | NE |  | 18    | 4º   |

| 1965 | Classe | Moto      |  |  |    |    |   |  |  |  |  |  |  |  |    | Punti | Pos. |
| ---- | ------ | --------- |  |  | -- | -- | - |  |  |  |  |  |  |  | -- | ----- | ---- |
| 1965 | 500    | Matchless |  |  | NE | NE | 3 |  |  |  |  |  |  |  | NE | 4     | 11º  |

| 1967 | Classe | Moto      |    |   |    |     |    |     |  |     |  |  |  |   |    | Punti | Pos. |
| ---- | ------ | --------- | -- | - | -- | --- | -- | --- |  | --- |  |  |  | - | -- | ----- | ---- |
| 1967 | 500    | Matchless | NE | 8 | NE | Rit | 14 | Rit |  | Rit |  |  |  | 3 | NE | 4     | 11º  |

| Legenda | 1º posto        | 2º posto            | 3º posto            | A punti      | Senza punti        | Grassetto – Pole position Corsivo – Giro più veloce |
| Legenda | Gara non valida | Non qual./Non part. | Ritirato/Non class. | Squalificato | '-' Dato non disp. | Grassetto – Pole position Corsivo – Giro più veloce |